# موراكامي (نييغاتا)
مدينة موراكامي (بالإنجليزية: Murakami)‏ هي أحد المدن التابعة لمحافظة نييغاتا. تأسست رسميًا في 31/03/1954. ويقدر عدد سكانها بـ 30197 نسمة حسب تقدير مكتب الإحصاء الياباني لعام 2012. تبلغ مساحة موراكامي 142.12 كم2. بكثافة سكانية تبلغ 212 نسمة/كم2.

## المناخ
يظهر الجدول التالي التغييرات المناخية على مدار السنة لموراكامي:
| البيانات المناخية لـموراكامي        | البيانات المناخية لـموراكامي | البيانات المناخية لـموراكامي | البيانات المناخية لـموراكامي | البيانات المناخية لـموراكامي | البيانات المناخية لـموراكامي | البيانات المناخية لـموراكامي | البيانات المناخية لـموراكامي | البيانات المناخية لـموراكامي | البيانات المناخية لـموراكامي | البيانات المناخية لـموراكامي | البيانات المناخية لـموراكامي | البيانات المناخية لـموراكامي | البيانات المناخية لـموراكامي |
| الشهر                               | يناير                        | فبراير                       | مارس                         | أبريل                        | مايو                         | يونيو                        | يوليو                        | أغسطس                        | سبتمبر                       | أكتوبر                       | نوفمبر                       | ديسمبر                       | المعدل السنوي                |
| ----------------------------------- | ---------------------------- | ---------------------------- | ---------------------------- | ---------------------------- | ---------------------------- | ---------------------------- | ---------------------------- | ---------------------------- | ---------------------------- | ---------------------------- | ---------------------------- | ---------------------------- | ---------------------------- |
| متوسط درجة الحرارة الكبرى °م (°ف)   | 4.5 (40.1)                   | 5.0 (41.0)                   | 8.8 (47.8)                   | 15.7 (60.3)                  | 21.0 (69.8)                  | 24.7 (76.5)                  | 28.0 (82.4)                  | 30.4 (86.7)                  | 25.9 (78.6)                  | 19.7 (67.5)                  | 13.4 (56.1)                  | 7.8 (46.0)                   | 17.1 (62.7)                  |
| المتوسط اليومي °م (°ف)              | 1.4 (34.5)                   | 1.5 (34.7)                   | 4.3 (39.7)                   | 10.1 (50.2)                  | 15.4 (59.7)                  | 19.8 (67.6)                  | 23.5 (74.3)                  | 25.3 (77.5)                  | 20.8 (69.4)                  | 14.5 (58.1)                  | 8.8 (47.8)                   | 4.2 (39.6)                   | 12.5 (54.4)                  |
| متوسط درجة الحرارة الصغرى °م (°ف)   | −1.3 (29.7)                  | −1.6 (29.1)                  | 0.1 (32.2)                   | 4.6 (40.3)                   | 10.2 (50.4)                  | 15.4 (59.7)                  | 19.7 (67.5)                  | 21.0 (69.8)                  | 16.6 (61.9)                  | 10.1 (50.2)                  | 4.7 (40.5)                   | 1.0 (33.8)                   | 8.4 (47.1)                   |
| الهطول مم (إنش)                     | 207.0 (8.15)                 | 144.3 (5.68)                 | 128.7 (5.07)                 | 116.8 (4.60)                 | 128.0 (5.04)                 | 139.3 (5.48)                 | 211.3 (8.32)                 | 167.7 (6.60)                 | 182.4 (7.18)                 | 207.8 (8.18)                 | 250.9 (9.88)                 | 236.7 (9.32)                 | 2٬120٫9 (83.5)               |
| ساعات سطوع الشمس الشهرية            | 34.5                         | 53.8                         | 104.4                        | 160.4                        | 181.3                        | 165.7                        | 154.0                        | 196.8                        | 138.6                        | 127.3                        | 78.4                         | 42.6                         | 1٬437٫8                      |
| المصدر: Japan Meteorological Agency |                              |                              |                              |                              |                              |                              |                              |                              |                              |                              |                              |                              |                              |

## معرض صور

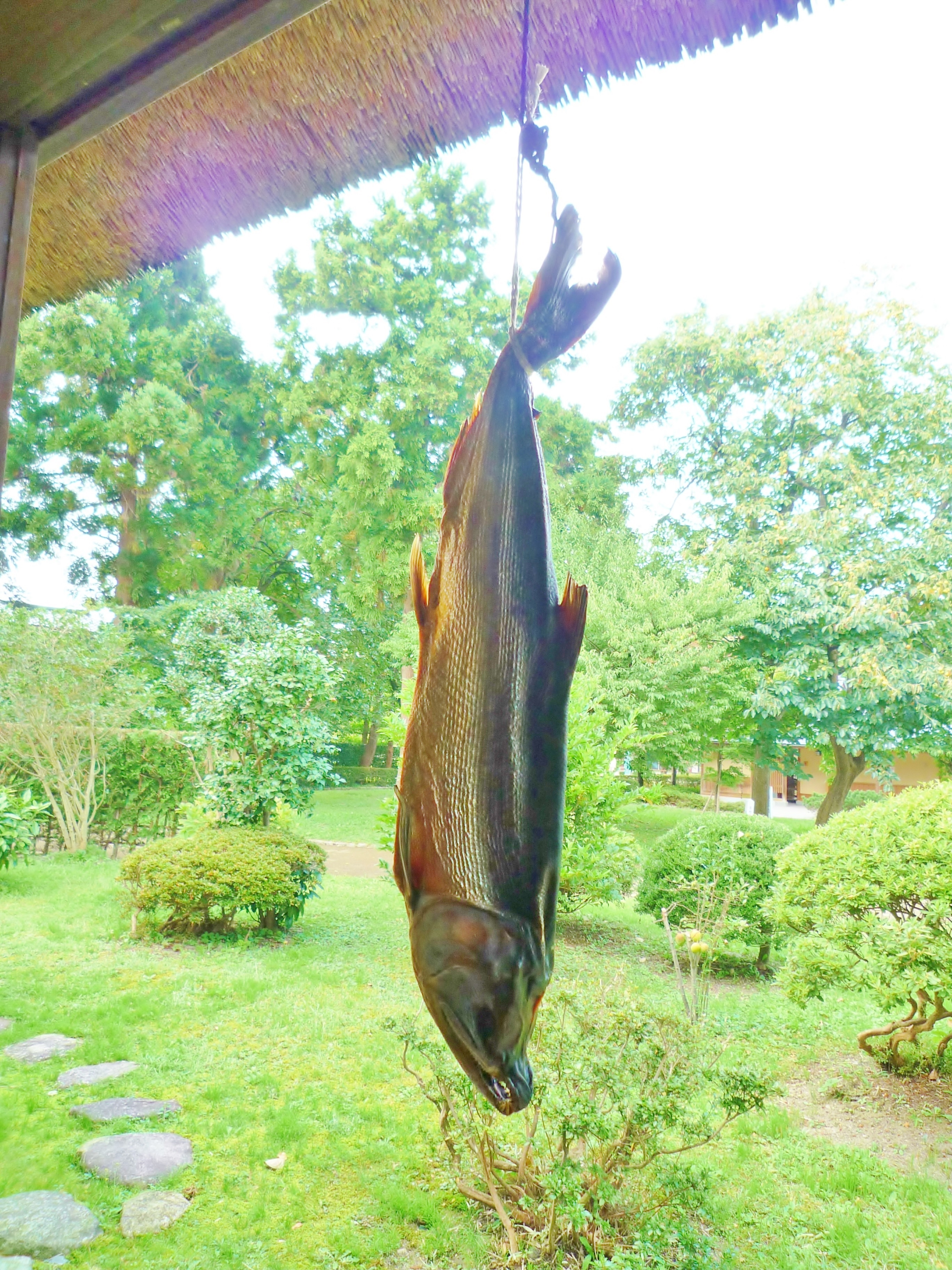
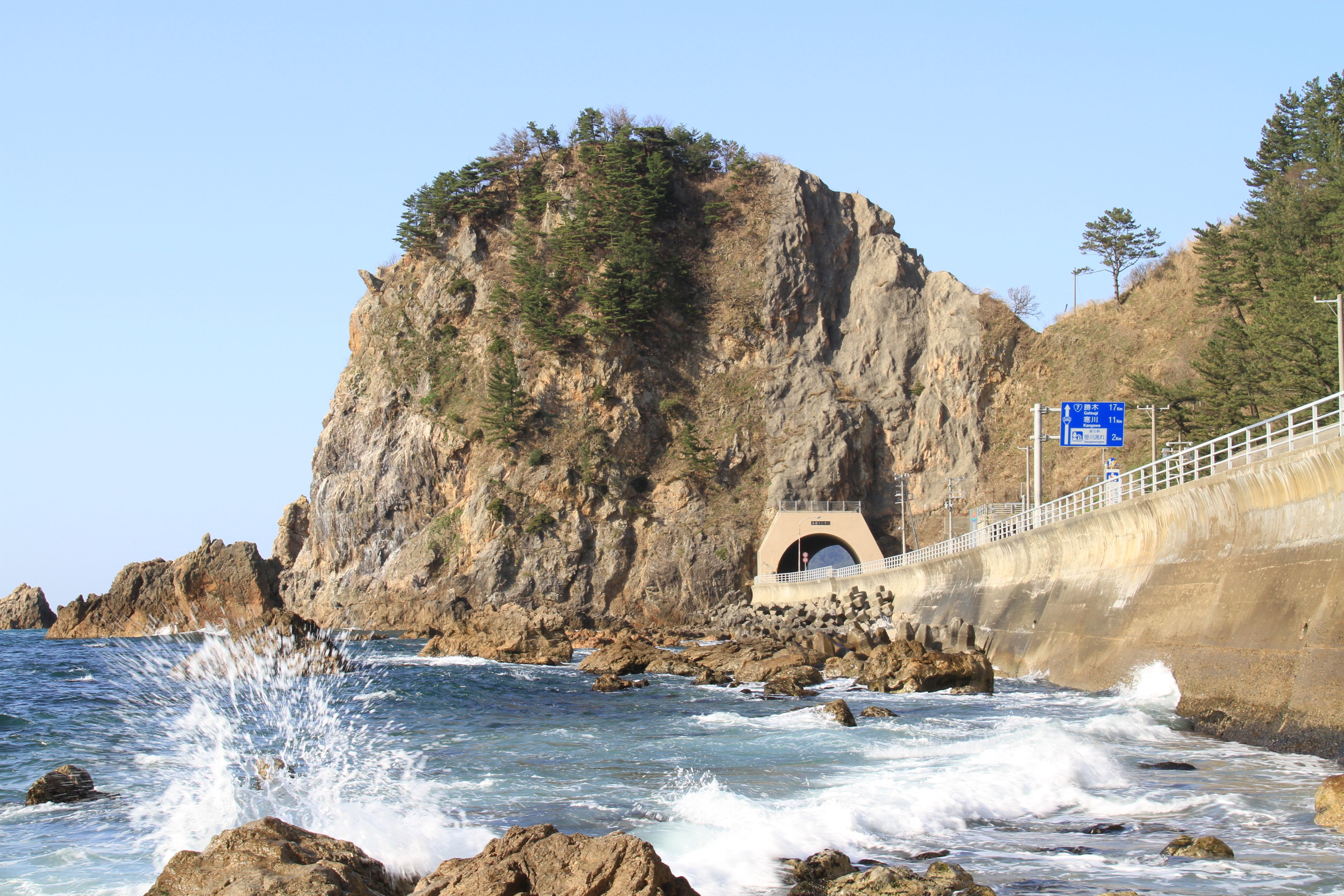
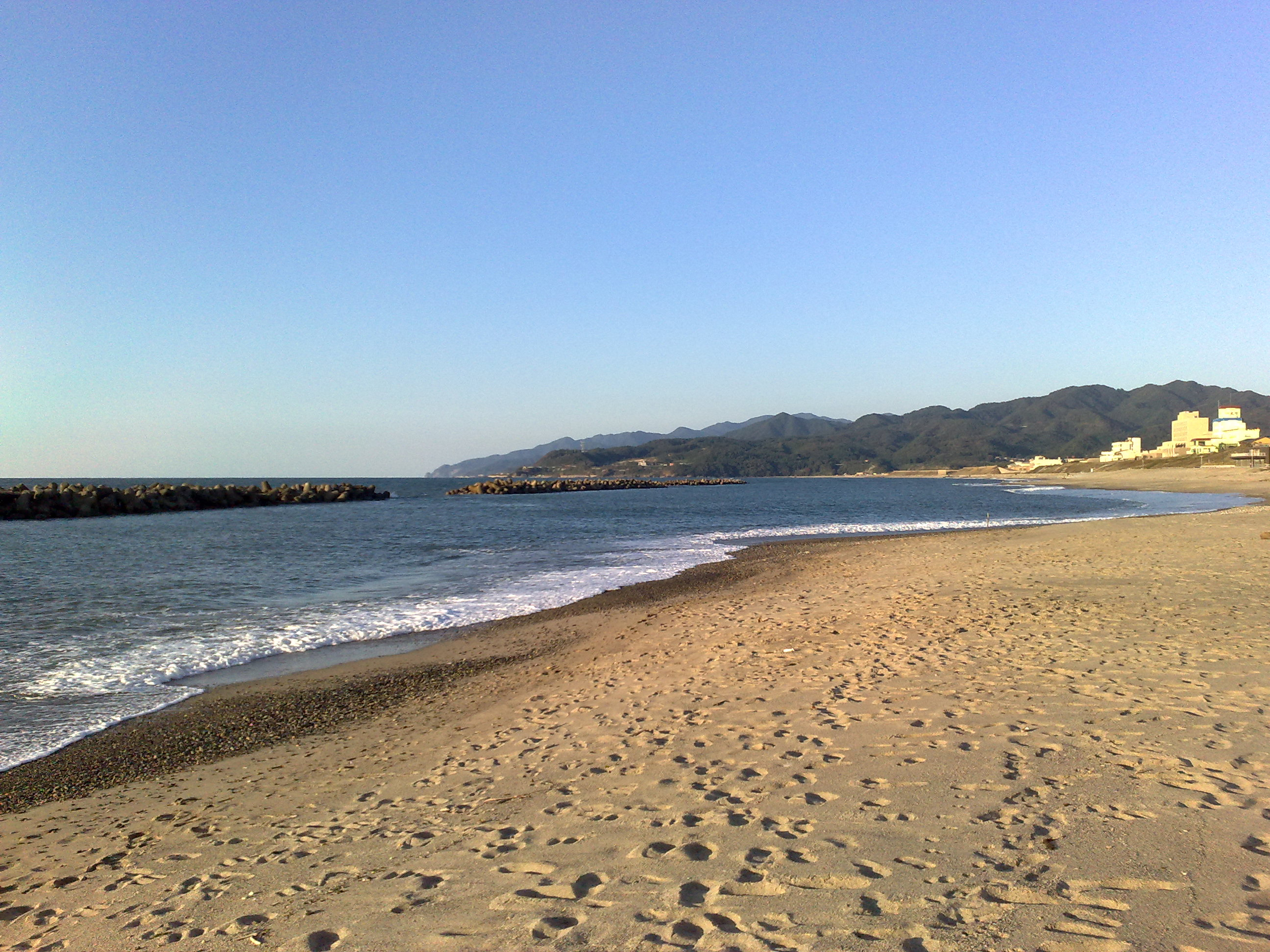
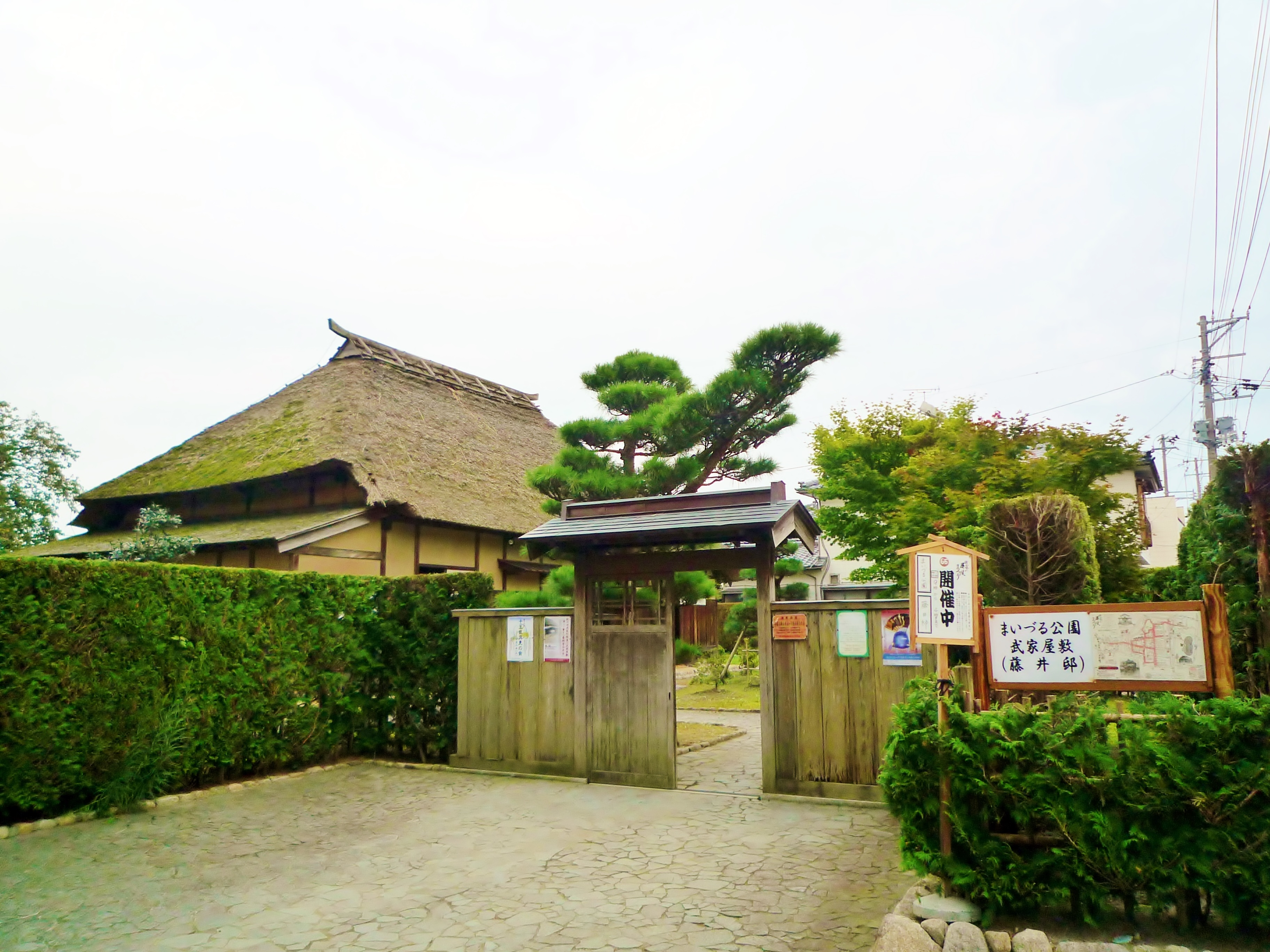